# Saint-Barthélemy-Lestra
 (février 2017).
Si vous disposez d'ouvrages ou d'articles de référence ou si vous connaissez des sites web de qualité traitant du thème abordé ici, merci de compléter l'article en donnant les références utiles à sa vérifiabilité et en les liant à la section « Notes et références ».
Pour les articles homonymes, voir Saint-Barthélemy.
Saint-Barthélemy-Lestra est une commune française située dans le département de la Loire en région Auvergne-Rhône-Alpes.
Ses habitants sont appelés les Godelons.

## Géographie
Saint-Barthélemy-Lestra fait partie du Forez.
La commune est distante de 33 km de Montbrison, sa sous-préfecture, et 56 km de sa préfecture, Saint-Étienne.
| Salt-en-Donzy | Jas                     |                     |
|               | Saint-Barthélemy-Lestra | Saint-Martin-Lestra |
| Valeille      | Virigneux               |                     |

### Climat
Pour des articles plus généraux, voir Climat d'Auvergne-Rhône-Alpes et Climat de la Loire.
En 2010, le climat de la commune est de type climat des marges montargnardes, selon une étude du Centre national de la recherche scientifique s'appuyant sur une série de données couvrant la période 1971-2000. En 2020, Météo-France publie une typologie des climats de la France métropolitaine dans laquelle la commune est exposée à un climat de montagne ou de marges de montagne et est dans la région climatique Nord-est du Massif Central, caractérisée par une pluviométrie annuelle de 800 à 1 200 mm, bien répartie dans l’année.
Pour la période 1971-2000, la température annuelle moyenne est de 10,2 °C, avec une amplitude thermique annuelle de 16,4 °C. Le cumul annuel moyen de précipitations est de 805 mm, avec 9,4 jours de précipitations en janvier et 7,1 jours en juillet. Pour la période 1991-2020, la température moyenne annuelle observée sur la station météorologique de Météo-France la plus proche, « Feurs », sur la commune de Feurs à 9 km à vol d'oiseau, est de 12,1 °C et le cumul annuel moyen de précipitations est de 650,3 mm,. Pour l'avenir, les paramètres climatiques de la commune estimés pour 2050 selon différents scénarios d'émission de gaz à effet de serre sont consultables sur un site dédié publié par Météo-France en novembre 2022.

## Urbanisme

### Typologie
Au 1er janvier 2024, Saint-Barthélemy-Lestra est catégorisée bourg rural, selon la nouvelle grille communale de densité à sept niveaux définie par l'Insee en 2022.
Elle est située hors unité urbaine. Par ailleurs la commune fait partie de l'aire d'attraction de Feurs, dont elle est une commune de la couronne,. Cette aire, qui regroupe 16 communes, est catégorisée dans les aires de moins de 50 000 habitants,.

### Occupation des sols
L'occupation des sols de la commune, telle qu'elle ressort de la base de données européenne d’occupation biophysique des sols Corine Land Cover (CLC), est marquée par l'importance des territoires agricoles (78,5 % en 2018), une proportion sensiblement équivalente à celle de 1990 (78,2 %). La répartition détaillée en 2018 est la suivante : 
prairies (53,1 %), zones agricoles hétérogènes (25,3 %), forêts (19 %), zones urbanisées (2,6 %). L'évolution de l’occupation des sols de la commune et de ses infrastructures peut être observée sur les différentes représentations cartographiques du territoire : la carte de Cassini (XVIIIe siècle), la carte d'état-major (1820-1866) et les cartes ou photos aériennes de l'IGN pour la période actuelle (1950 à aujourd'hui).

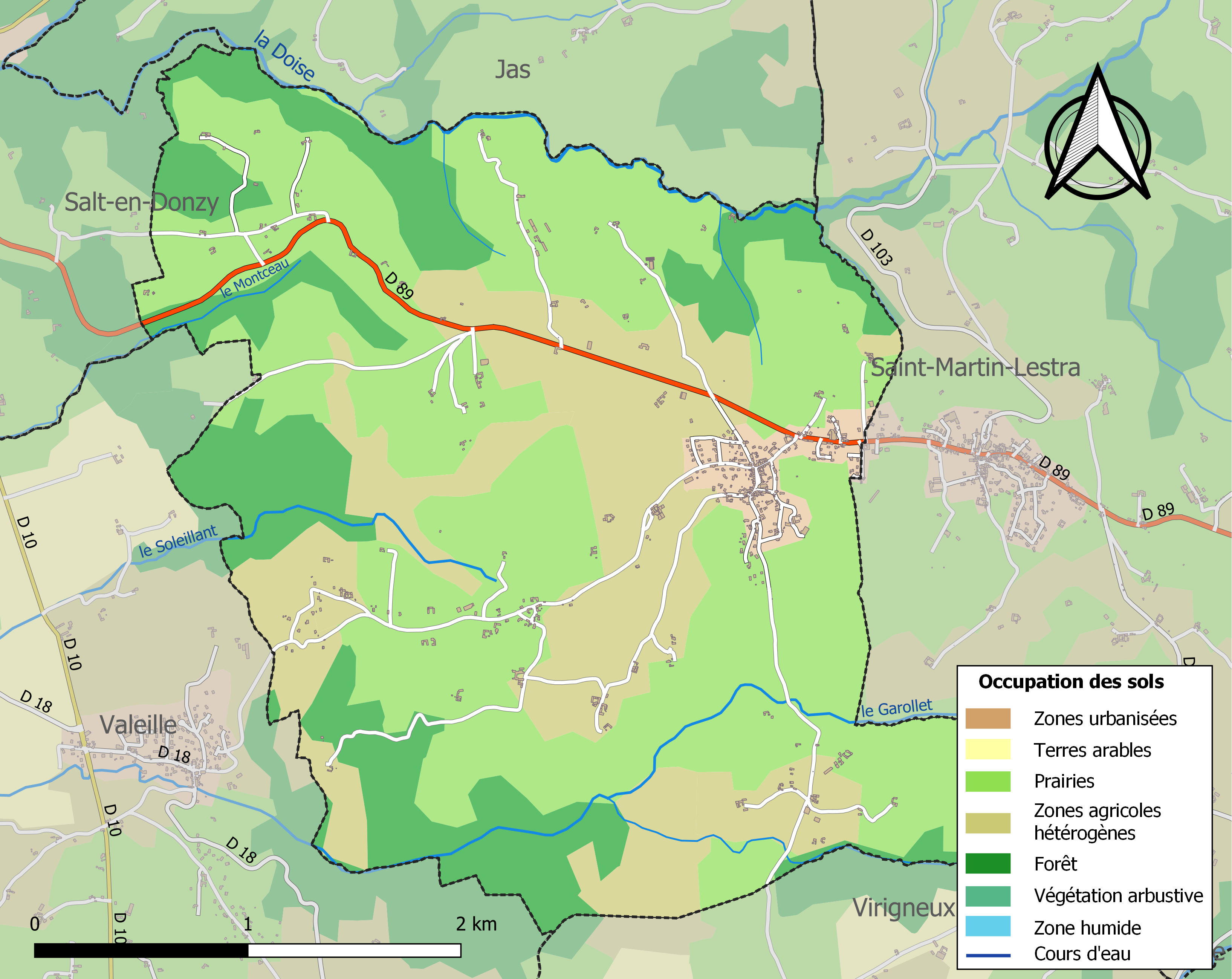
Carte des infrastructures et de l'occupation des sols de la commune en 2018 (CLC).

## Histoire
Saint-Barthélemy-Lestra a une origine très ancienne puisque Lestra vient du latin « strata » signifiant voie[Quoi ?]. Elle correspondait à la voie romaine d’Aquitaine qui passait au sud-ouest du village. Aujourd’hui, ce qui marque l’activité de ce village est son dynamisme associatif et culturel.
La première trace écrite comportant le nom de Saint Barthélemy Lestra remonte à 1225, lorsque l'évêché de Lyon parle de la collecte de l'impôt sur cette commune. Une grande part du développement du village et de la place qu'il tint aux XVIIIe et XIXe siècles vient encore de sa position géographique : en effet, Saint-Barthélemy était un très important relais de poste dont il subsiste aujourd'hui les bâtiments en bordure de la RD 89. Le hameau autour de ces bâtiments se nomme d'ailleurs « La Poste ».
À cette époque le village semblait avoir une grande importance, puisqu'il existait une perception, supprimée en 1869. Malheureusement, frappée de plein fouet par la crise du textile, l'industrie du village entra en agonie lorsque se disloqua le réseau mis en place par la Fabrique lyonnaise après les révoltes des Canuts de 1831 et 1834. C'est ainsi qu'entre 1851 et 1975 la population passa de 887 à 493 habitants, émigration liée à l'absence d'emploi sur place.

## Politique et administration
| Période                                  | Période   | Identité       | Étiquette | Qualité |
| ---------------------------------------- | --------- | -------------- | --------- | ------- |
| Les données manquantes sont à compléter. |           |                |           |         |
| avant 1981                               | ?         | Maurice Robert |           |         |
| mars 2001                                | mars 2014 | René Serraille |           |         |
| mars 2014                                | En cours  | Pierre Simone  | DVG       |         |

## Démographie
L'évolution du nombre d'habitants est connue à travers les recensements de la population effectués dans la commune depuis 1793. Pour les communes de moins de 10 000 habitants, une enquête de recensement portant sur toute la population est réalisée tous les cinq ans, les populations de référence des années intermédiaires étant quant à elles estimées par interpolation ou extrapolation. Pour la commune, le premier recensement exhaustif entrant dans le cadre du nouveau dispositif a été réalisé en 2006.

En 2022, la commune comptait 675 habitants, en évolution de −1,32 % par rapport à 2016 (Loire : +1,32 %, France hors Mayotte : +2,11 %).
| 1793 | 1800 | 1806 | 1821 | 1831 | 1836 | 1841 | 1846 | 1851 |
| ---- | ---- | ---- | ---- | ---- | ---- | ---- | ---- | ---- |
| 700  | 716  | 739  | 780  | 842  | 880  | 910  | 930  | 887  |

| 1856 | 1861 | 1866 | 1872 | 1876 | 1881 | 1886 | 1891 | 1896 |
| ---- | ---- | ---- | ---- | ---- | ---- | ---- | ---- | ---- |
| 888  | 818  | 837  | 834  | 846  | 853  | 817  | 801  | 762  |

| 1901 | 1906 | 1911 | 1921 | 1926 | 1931 | 1936 | 1946 | 1954 |
| ---- | ---- | ---- | ---- | ---- | ---- | ---- | ---- | ---- |
| 718  | 680  | 708  | 631  | 626  | 602  | 602  | 572  | 528  |

| 1962 | 1968 | 1975 | 1982 | 1990 | 1999 | 2006 | 2011 | 2016 |
| ---- | ---- | ---- | ---- | ---- | ---- | ---- | ---- | ---- |
| 548  | 512  | 493  | 476  | 533  | 582  | 673  | 680  | 684  |

| 2021 | 2022 | - | - | - | - | - | - | - |
| ---- | ---- | - | - | - | - | - | - | - |
| 681  | 675  | - | - | - | - | - | - | - |

## Lieux et monuments

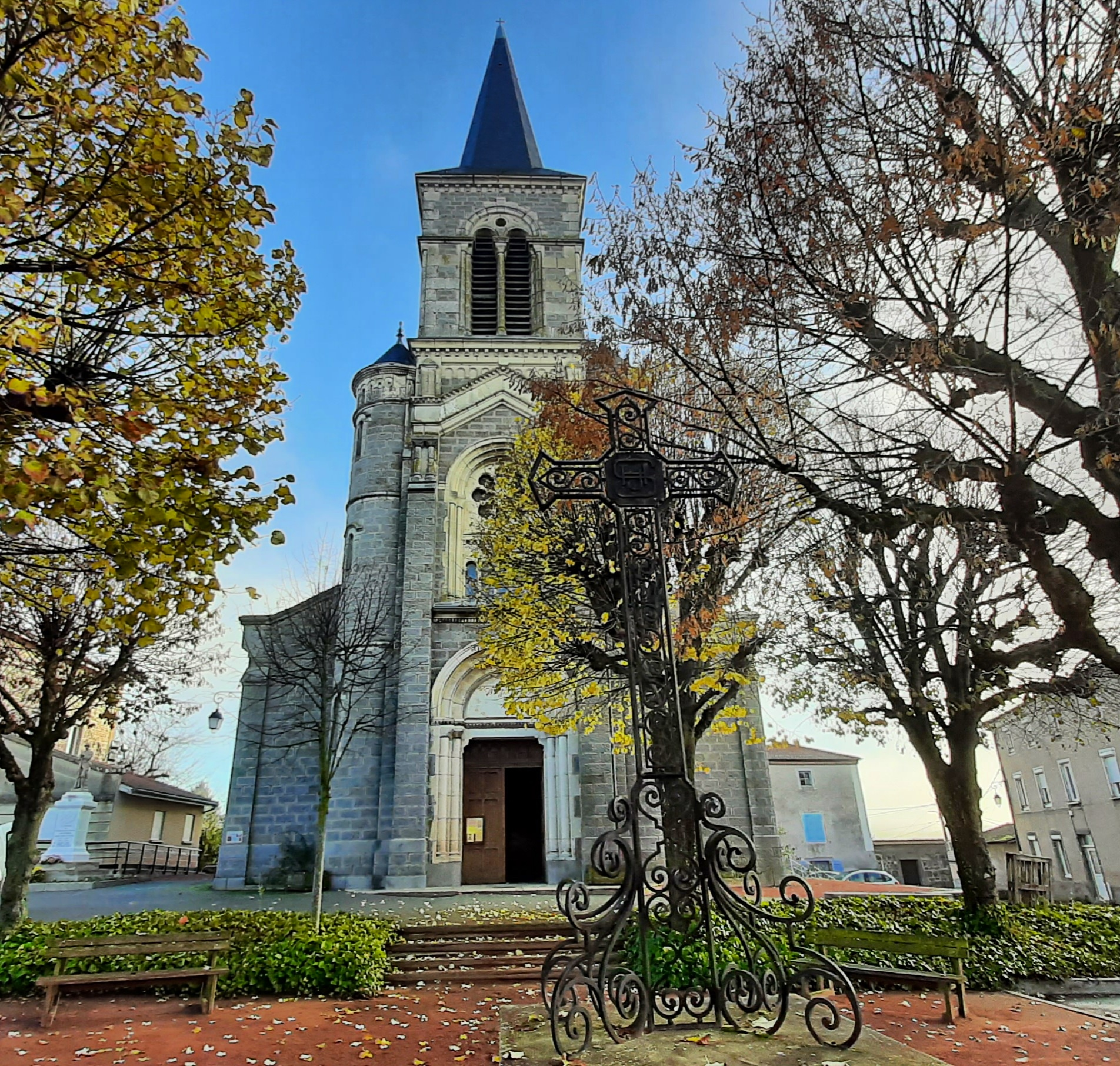

L'église Saint-Barthélemy de Saint-Barthélemy-Lestra date du début du XXe siècle et a été reconstruite sur l'emplacement d'une plus ancienne qui était entourée à l'époque du cimetière. Elle possède un cachet extérieur particulier avec ses deux tourelles de part et d'autre de l'entrée principale.
À l'intérieur on peut remarquer des statues en bois et des tableaux classés du peintre Jean-Pierre Laÿs (1825 - 1887) originaire du village : empreint de symbolisme, son œuvre nous le montre très proche de la nature. On peut contempler ses œuvres dans les musées de Beauvais, Bagnères-de-Bigorre, Castres, Vienne (Autriche) et notamment « la Vierge à la fontaine » donnée en 1883 et se trouvant toujours en l'église de Saint-Barthélemy. La chapelle Saint-Roch, située en bordure de la RD 89, a été érigée en 1750 pour préserver le village et ses habitants d'une épidémie de peste.
Un dynamisme associatif et culturel : il y a quelques années, un espace multi-activités a été construit. Cet espace, qui contient trois salles, est destiné à accueillir du théâtre, de la musique, du chant, mais également des pratiques sportives destinées aux petits comme aux grands.

## Personnalités liées à la commune
- Denis Gémier des Périchons (1758-1836), militaire, député de la Loire, baron d'empire, mort à Saint-Barthélemy-Lestra.
- Jean-Pierre Laÿs, né à Saint-Barthélemy-Lestra en 12 novembre 1825 et mort à Ecully en 18 décembre 1887, est un peintre français.
- Alexis Douce de la Salle, né à Saint-Barthélemy-Lestra le 27 décembre 1869 et mort à Lyon le 2 novembre 1940, est un peintre français.